# Ramsay Bolton
Ramsay Bolton é uma personagem fictícia  da série de livros de fantasia A Song of Ice and Fire, do autor norte-americano George R. R. Martin, e da série de televisão adaptada da literatura Game of Thrones. Introduzido no segundo livro da saga, A Clash of Kings (1998), ele aparece em todos os livros seguintes até A Dance with Dragons (2011). Ele é o filho mais velho de Roose Bolton, Lorde de Dreadfort, uma fortaleza ancestral no Norte do fictício continente de Westeros e um psicopata que tem prazer em torturar e esfolar suas vítimas. Na série da HBO ele é interpretado pelo ator galês Iwan Rheon.

## Perfil
Ramsay é o filho bastardo de Lorde Roose Bolton conhecido como o "Bastardo dos Bolton" ou o "Bastardo de Dreadfort". Um sádico depravado, ele é reconhecido por sua crueldade selvagem: estupra e mata mulheres camponesas por esporte, tortura prisioneiros, e entusiasticamente se engaja no costume dos Bolton de esfolar inimigos vivos. Roose suspeita que o filho matou seu herdeiro legítimo, Domeric, e acha que ele matará todos os futuros filhos que tiver. Nos livros, ele é descrito como feio, com a pele manchada e os cabelos secos e escuros.

## Biografia

### Série literária

#### A Clash of Kings
Enquanto seu pai está na guerra, Ramsay é nomeado Castelão de Dreadfort. Após Lorde Hornwood e seu herdeiro serem mortos lutando ao lado de Robb Stark, ele se casa forçadamente com Lady Hornwood para reclamar suas terras, matando-a depois de fome. Ele escapa da Justiça trocando de lugar com seu servo "Reek",  que é morto no lugar dele. Rodrick Cassel traz Ramsey, como sendo "Reek", de volta a Winterfell para que ele testemunhe sobre os crimes de Ramsay antes de ser executado. Entretanto, Theon Greyjoy e os homens da Ilha de Ferro tomam a fortaleza e libertam Ramsay em troca de um voto de lealdade a Theon. Quando os reféns de Theon, Bran e Rickon, filhos de Ned Stark, escapam de Winterfell, Ramsay mata dois meninos filhos de camponeses e convence Theon a apresentar os corpos das crianças queimadas como sendo os dois meninos Stark. À medida que as tropas do Norte marcham para retomar Winterfell de Theon, Ramsay o convence a libertá-lo para que ir buscar reforços em Dreadfort. Ele retorna com um exército de Dreadfort e massacra os nortistas mas então mata os soldados de Theon, queima Winterfell e faz de Theon seu prisioneiro.

#### A Storm of SwordseA Feast for Crows
Antes do Casamento Vermelho, Roose Bolton presenteia Robb Stark com um pedaço de pele de Theon Greyjoy, mostrando que Ramsay tem estado a esfolá-lo. Apesar de desgostoso, Robb concorda com a captura de Theon já que o pai dele, Balon, morreu recentemente e a ausência de Theon coloca as Ilhas de Ferro numa crise sucessória. Após a morte de Robb Stark, em troca dos serviços prestados na guerra, o rei Tommen Baratheon legitima o bastardo Ramsay como um Bolton. Os Lannister fazem Jeyne Poole se passar por Arya Stark e a enviam a Dreadfort em compromisso de casamento para Ramsay; só os Lannister e os Bolton sabem que Jeyne não é Arya.

#### A Dance with Dragons
Nas masmorras de Dreadfort, Ramsay selvagemente tortura e mutila Theon até que ele esteja tão física e psicologicamente quebrado e com tanto medo, que adota a identidade de "Reek" (Fedor). Ramsay o coage a ajudar a levantar o cerco das tropas das Ilhas de Ferro a Moat Callin; depois de conseguir a rendição com a promessa de conceder passagem livre aos soldados de ferro, Ramsay descumpre o acordo e esfola viva toda a guarnição. Após Stannis Baratheon capturar Deepwood Motte, o casamento de Ramsay com uma pseudo "Arya Stark" é mudado de Barrowton  para uma reconstruída Winterfell. Depois do casamento ele repetidamente abusa de Jeyne. Pouco depois, ela e Theon escapam com a ajuda de Mance Rayder. No Norte, Jon Snow recebe uma carta de Ramsay onde ele diz que capturou Mance e matou Stannis (que cercava Winterfell) e ameaça destruir a Patrulha da Noite se Jon não lhe devolver Theon, Jeyne e outros membros da corte de Stannis a Ramsay como prisioneiros. Não é revelado se a carta é verdadeira e se Ramsay é mesmo o autor.

#### Genealogia
Descendentes de Roose Bolton.
|  |  |  |  |  |  |  |  |  |  |  |  |  |  |  |  |  |  |  |  |  |  | Bethany Ryswell | Bethany Ryswell | Bethany Ryswell | Bethany Ryswell | Bethany Ryswell | Bethany Ryswell |  |  |                  |                  |                  |                  |                  |                  |  |  | Roose  | Roose  | Roose  | Roose  | Roose  | Roose  |  |  | Walda "A Gorda" Frey | Walda "A Gorda" Frey | Walda "A Gorda" Frey | Walda "A Gorda" Frey | Walda "A Gorda" Frey | Walda "A Gorda" Frey |  |  |  |  |  |  |  |  |  |  |  |  |  |  |  |  |  |  |  |  |  |  |  |  |  |  |  |  |  |  |
|  |  |  |  |  |  |  |  |  |  |  |  |  |  |  |  |  |  |  |  |  |  | Bethany Ryswell | Bethany Ryswell | Bethany Ryswell | Bethany Ryswell | Bethany Ryswell | Bethany Ryswell |  |  |                  |                  |                  |                  |                  |                  |  |  | Roose  | Roose  | Roose  | Roose  | Roose  | Roose  |  |  | Walda "A Gorda" Frey | Walda "A Gorda" Frey | Walda "A Gorda" Frey | Walda "A Gorda" Frey | Walda "A Gorda" Frey | Walda "A Gorda" Frey |  |  |  |  |  |  |  |  |  |  |  |  |  |  |  |  |  |  |  |  |  |  |  |  |  |  |  |  |  |  |
|  |  |  |  |  |  |  |  |  |  |  |  |  |  |  |  |  |  |  |  |  |  |                 |                 |                 |                 |                 |                 |  |  |                  |                  |                  |                  |                  |                  |  |  |        |        |        |        |        |        |  |  |                      |                      |                      |                      |                      |                      |  |  |  |  |  |  |  |  |  |  |  |  |  |  |  |  |  |  |  |  |  |  |  |  |  |  |  |  |  |  |
|  |  |  |  |  |  |  |  |  |  |  |  |  |  |  |  |  |  |  |  |  |  |                 |                 |                 |                 |                 |                 |  |  |                  |                  |                  |                  |                  |                  |  |  |        |        |        |        |        |        |  |  |                      |                      |                      |                      |                      |                      |  |  |  |  |  |  |  |  |  |  |  |  |  |  |  |  |  |  |  |  |  |  |  |  |  |  |  |  |  |  |
|  |  |  |  |  |  |  |  |  |  |  |  |  |  |  |  |  |  |  |  |  |  | Domeric         | Domeric         | Domeric         | Domeric         | Domeric         | Domeric         |  |  | Donella Hornwood | Donella Hornwood | Donella Hornwood | Donella Hornwood | Donella Hornwood | Donella Hornwood |  |  | Ramsay | Ramsay | Ramsay | Ramsay | Ramsay | Ramsay |  |  | Jeyne Poole          | Jeyne Poole          | Jeyne Poole          | Jeyne Poole          | Jeyne Poole          | Jeyne Poole          |  |  |  |  |  |  |  |  |  |  |  |  |  |  |  |  |  |  |  |  |  |  |  |  |  |  |  |  |  |  |
|  |  |  |  |  |  |  |  |  |  |  |  |  |  |  |  |  |  |  |  |  |  | Domeric         | Domeric         | Domeric         | Domeric         | Domeric         | Domeric         |  |  | Donella Hornwood | Donella Hornwood | Donella Hornwood | Donella Hornwood | Donella Hornwood | Donella Hornwood |  |  | Ramsay | Ramsay | Ramsay | Ramsay | Ramsay | Ramsay |  |  | Jeyne Poole          | Jeyne Poole          | Jeyne Poole          | Jeyne Poole          | Jeyne Poole          | Jeyne Poole          |  |  |  |  |  |  |  |  |  |  |  |  |  |  |  |  |  |  |  |  |  |  |  |  |  |  |  |  |  |  |

Notes
1. ↑  Martin, George R. R. (2011). «Capítulo 32, Reek III». A Dance with Dragons. [S.l.: s.n.] ISBN 978-0553801477
2. 1 2 3  Martin, George R. R. (2011). «Apêndice: Casa Stark». A Dance with Dragons. [S.l.: s.n.] ISBN 978-0553801477
3. ↑  Martin, George R. R. (2011). «Apêndice: Casa Frey». A Dance with Dragons. [S.l.: s.n.] ISBN 978-0553801477
4. ↑  Martin, George R. R. (1999). «Capítulo 28, Bran IV». A Clash of Kings. [S.l.: s.n.] ISBN 0-553-10803-4
5. ↑  Martin, George R. R. (2011). «Capítulo 37, The Prince of Winterfell». A Dance with Dragons. [S.l.: s.n.] ISBN 978-0553801477
6. ↑  Ramsay marries Sansa Stark in the television adaptation Game of Thrones.

### Série de televisão
Ramsay Bolton é citado durante a segunda temporada da série Game of Thrones, mas só aparece na tela na terceira. Seu personagem entretanto tem durante a temporada o nome de "Menino" até sua identidade real ser revelada apenas no último episódio da temporada.

#### 3ª temporada (2013)
Ramsay envia uma mensagem até as forças de Robb Stark em  Harrenhal dizendo que os soldados das Ilhas de Ferro saquearam Winterfell e fugiram antes que as forças de Bolton chegassem. No calabouço de Dreadfort, os homens de Ramsay torturam Theon Greyjoy e ele observa sob a aparência de um menino da limpeza. Dizendo ser um servo a serviço da irmã de Theon, Yara Greyjoy, ele liberta Theon e logo depois manda seus homens atrás dele, apenas para segui-los e matá-los quando eles o recapturam. Este confessa que quando capturou Winterfell usou os corpos de dois meninos filhos de camponeses como se fossem os de Bram e Rickon Stark, e Ramsay diz que quer levá-lo ao castelo de Deepwood Motte, que sua irmã Yara tomou com suas tropas. Na verdade, Ramsay leva Theon numa viagem em círculos de volta para o calabouço e o aprisiona novamente, dizendo sadicamente que ele é o  verdadeiro responsável pelos tormentos que Theon tem sofrido.
Depois de torturar Theon amputando seu dedo mindinho, ele usa a amante  Myranda e outra serva para seduzirem Theon; isto porém é apenas uma provocação antes que Ramsay corte seus genitais. Ele envia o pênis de Theon a seu pai,  Balon Greyjoy, ameaçando Theon de maiores mutilações e de esfolar vivos os outros soldados de ferro invasores que são seu prisioneiros a menos que eles deixem o Norte. Balon recusa dizendo que agora Theon não tem mais utilidade. Theon implora a Ramsay para matá-lo, mas Ramsay diz que ele é mais útil vivo. Notando o cheiro de Theon, ele o apelida de "Reek" (Fedor) e bate nele até que ele responda por seu novo nome.

#### 4ª temporada (2014)

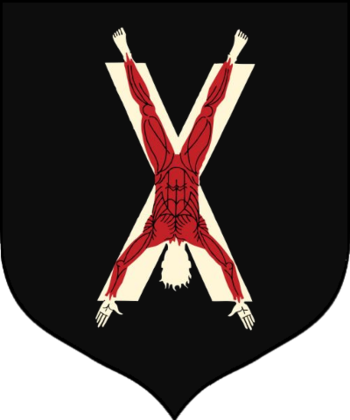
Brasão de armas da Casa Bolton na série de TV.

Quando Roose Bolton retorna a Dreadfort, ele dá uma reprimenda no filho por ele ter ultrapassado seus limites como castelão mutilando um refém valioso e mandando termos de rendição aos Greyjoy. Enfurecido, ele demonstra ao pai a lavagem cerebral que fez em Theon transformando-o em "Reek", fazendo revelar que não matou os meninos Stark e barbeando Ramsay com uma navalha sem machucá-lo, mesmo após Roose revelar que matou Robb Stark. Impressionado, Roose ordena a Ramsay e "Reek" que levantem a ocupação de Moat Cailin feita pelos soldados das Ilhas de Ferro. Yara Greyjoy e alguns de seus homens fazem uma infiltração em Dreadfort para libertar Theon mas ele se recusa a ir com ela, temendo que seja outro dos truques de Ramsay, que reprime a invasão e persegue os homens dos Greyjoy com seus cães de caça assassinos. Satisfeito com a lealdade de "Reek", Ramsay lhe dá a missão de ir com ele a Moat Cailin e convencer os soldados de ferro a se renderem e deixarem a fortaleza em troca de passagem livre; depois da rendição conseguida, Ramsay trai sua palavra e esfola viva toda a guarnição. Por seu sucesso, seu pai Roose o legitima como um Bolton e ele então acompanha o resto da Casa Bolton em seu caminho para Winterfell.

#### 5ª temporada (2015)
Ramsay atrai a ira de Roose após esfolar viva a família de um lorde do Norte que se recusou a jurar lealdade aos Bolton. De maneira a aplacar a indignação das outras Casas nortistas e para solidificar o domínio dos Bolton, Ramsay é prometido em casamento a Sansa Stark, publicamente acreditada como sendo a última sobrevivente da casa Stark. Apesar de inicialmente ele mostrar delicadeza com Sansa, após Myranda lhe mostrar "Reek" em seu lugar nos canis, Ramsay aproveita o desprezo dela para com Theon, que acredita que matou seus irmãos menores, como um tormento para Sansa, fazendo-o se desculpar por ter "matado" os meninos Stark e fazendo-o levar Sansa até o altar para ele, Ramsay, no lugar do pai morto, na cerimônia de casamento; depois ele força "Reek" assisti-lo estuprar Sansa na noite de núpcias. Quando Sansa implora a "Reek" para sinalizar por ajuda para Brienne de Tarth fora das muralhas de Winterfell, ao invés disso ele avisa Ramsay, que esfola uma serva que tentara ajudá-la.
Quando Stannis Baratheon acampa nas florestas fora de Winterfell e prepara seu ataque ao castelo, Ramsay persuade o pai a deixá-lo se infiltrar no acampamento do inimigo com vinte homens para destruir seus suprimentos. O plano é bem sucedido, fazendo com que metade do exército de Stannis deserte. Os remanescentes da força atacante marcham para Winterfell mas um ataque de cavalaria dos Bolton facilmente os derrota e Stannis é morto. Na confusão da batalha, Theon mata Myranda jogando-a de cima da muralha e foge com Sansa pulando dos muros da fortaleza.

#### 6ª temporada (2016)
Após velar pela amante Myranda, Ramsay é avisado pelo pai que ele está ameaçado de ser deserdado se Sansa não for recuperada e se a mulher de Roose estiver grávida de um menino. Ele manda seus melhores caçadores atrás dos dois fugitivos, mas eles são mortos por Brienne de Tarth. Após  Walda, a mulher de Roose, dar a luz a um menino, Ramsay mata o pai e joga Walda e seu meio-irmão recém-nascido para serem mortos por seus cachorros.[carece de fontes?]
Ramsay é procurado por  Smalljon Umber, que pede sua ajuda para defender o Norte dos Selvagens que Jon Snow trouxe de Além-da-Muralha e ofereceu refúgio em Westeros. Para assegurar uma aliança, Umber traz de presente a Ramsay o desaparecido filho menor de Ned Stark, Rickon Stark, e sua companhia  Osha, que estavam até então sob a proteção de seu falecido pai,  Greatjon. Ramsay mata Osha quando ela tenta assassiná-lo e joga Rickon nos calabouços de Winterfell. Ele manda então uma carta a Jon Snow em Castle Black ameaçando exterminar os Selvagens e matar Jon se ele não lhe devolver Sansa. Jon responde à carta marchando para Winterfell com seu exército de selvagens e tropas de várias Casas do Norte leais aos Stark. Quando os  dois exércitos estão frente a frente no campo de batalha, Ramsay solta Rickon e manda ele correr para o exército do irmão, apenas para matá-lo com uma flechada enquanto corre. Jon tenta salvar Rickon correndo sozinho contra as tropas de Bolton e é seguido logo depois por seus homens e entram em combate. As tropas de Bolton, em maioria, começam a levar vantagem e cercam os homens de Jon; quando estão a ponto de serem derrotados, a cavalaria do Vale do Arryn, comandada por Petyr Baelish, o "Mindinho", que atendeu ao pedido de ajuda se Sansa, e esmaga as tropas de Ramsay. Ele foge de volta para Winterfell e é perseguido por Jon. No pátio do castelo, ele mata o gigante selvagem Wun Wun, que arrombou os portões da fortaleza, com uma flechada no rosto e é derrubado por Jon, que lhe dá uma surra até quase matá-lo. Ele é então amarrado numa cadeira e preso dentro do canil, onde Sansa assiste seus cães selvagens, que haviam sido deixados sem comida durante uma semana por Ramsay, devorá-lo vivo. Sua morte marca o fim da Casa Bolton e seu domínio do Norte.

## Recepção

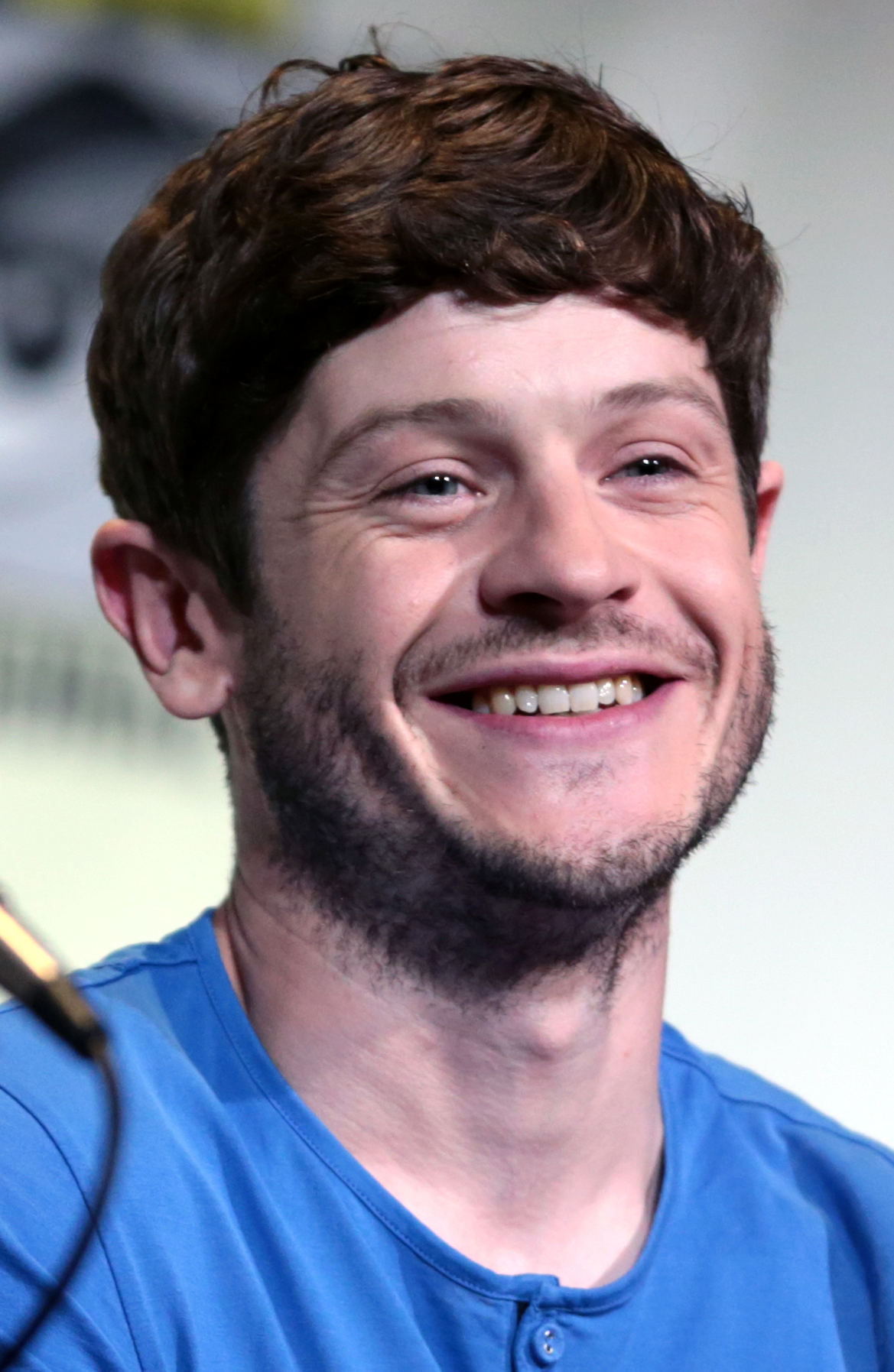
Iwan Rheon é Ramsay Bolton em Game of Thrones.

Ramsay Bolton é interpretado na série de tv pelo galês Iwan Rheon, que inicialmente havia feito um teste para o papel de Jon Snow, dado a Kit Harington. Seu trabalho lhe rendeu diversos elogios e o título de "Homem Mais Odiado da TV", segundo a revista  TIME. Durante a sexta temporada, Rheon declarou que queria que o psicótico Ramsay "tivesse uma morte épica e horrível, de preferência relacionada a algum dragão" e que de "todas as cenas difíceis que teve que fazer, a mais horrível, de longe, foi a do estupro de Ramsay em Sansa Stark".
Rheon foi indicado para os prêmios IGN Award e IGN People's Choice Award de "Melhor Vilão da TV" em 2015 e junto com o elenco de Game of Thrones, ao Screen Actors Guide Awards de melhor elenco em série dramática em 2014 e 2016.